# .tv
.tv là tên miền quốc gia cấp cao nhất (ccTLD) của đảo Tuvalu do Chính phủ Tuvalu quản lý.